# Ханссенс, Шарль Луи Жозеф
Шарль Луи Жозеф Ханссенс (фр. Charles-Louis-Joseph Hanssens, нидерл. Karel Lodewijk Jozef Hanssens, часто Ханссенс-старший, фр. Hanssens aîné, в старых русских источниках Гансенс; 4 мая 1777, Гент, Нидерланды — 6 мая 1852, Брюссель, Бельгия) — бельгийский композитор и дирижёр. Дядя Шарля Луи Ханссенса (младшего).

## Биография
Учился в своём родном городе у Питера Верхейена и у скрипача городской оперы Вотье, поначалу тайно из-за противодействия семьи. Затем отправился изучать гармонию в Париже у Анри Монтана Бертона, откуда через год вернулся в Гент, где продолжил учиться у своего старшего брата Жозефа Жана Ханссенса (1770—1816) и у скрипача Амбруаза Феми. Дебютировал как дирижёр в 1802 году во главе гентского любительского Théâtre de Rhétorique, затем руководил оркестром во время гастролей французской актрисы мадемуазель Флёри в Амстердаме, Роттердаме и Утрехте, в 1804 году недолгое время дирижировал в Антверпене, после чего вернулся в Théâtre de Rhétorique и возглавлял его до 1825 года.
С 1825 года один из дирижёров Брюссельской оперы (Ла Монне). В 1826 году выступил одним из соучредителей общества взаимопомощи музыкантов «Аполлон». В 1827 году был назначен придворным композитором короля Нидерландов Виллема I и директором Королевской школы музыки в Брюсселе (вместе с Корнелем ван дер Планкеном), потеряв оба поста в 1830 году вследствие Бельгийской революции, поскольку был заподозрен в симпатии к нидерландскому монарху. В 1835—1838 гг. вновь дирижёр Брюссельской оперы. В третий раз вернулся в Брюссельскую оперу в 1840 году и был одним из её руководителей до 1847 года, попытавшись одновременно открыть собственную антрепризу, что привело к его разорению. Умер от апоплексического удара.

## Творчество
Ханссенсу принадлежит несколько собственных опер:
- «Приданое, или Празднество 11-го фримера» (фр. Les dots, ou La fête du onze frimaire; 1804), одноактная, на текст Яна Беньямина Рулантса (нидерл. Jan Benjamin Roelants; 1781—1836);
- «Отшельник на Форментере» (фр. Le solitaire de Formentera; 1807) по пьесе Августа фон Коцебу во французском переводе Филиппа Лебруссара[фр.];
- «Партия в трик-трак, или Тёща» (фр. La Partie de trictrac, ou La Belle-mère; 1812);
- «Алкивиад» (фр. Alcibiade; 1829), либретто Эжена Скриба, премьера в Брюссельской опере с участием Жана-Батиста Лафейяда, Гийома Касселя и Жюли Дорюс; после премьеры прошла ещё два раза — как замечает историк бельгийского театра Фредерик Фабер[фр.], «пьеса должна была быть весьма посредственной, чтобы не добиться успеха с такими исполнителями»[7].

Кроме того, Ханссенс написал шесть месс и ряд других произведений церковной музыки (Beatus vir, Dixit Dominus, три Te Deum и т. д.), преимущественно для хора с оркестром, ряд симфоний и увертюр, а также кантату в честь свадьбы принца Фридриха Нидерландского и принцессы Луизы Прусской (1825).

## Память
Именем Ханссенса названа улица в Брюсселе (фр. rue Charles Hanssens, нидерл. Karel Hanssensstraat).